# Afonso V de Portugal
Afonso V (Sintra, 15 de janeiro de 1432 – Lisboa, 28 de agosto de 1481), apelidado de o Africano pelas suas conquistas em África, foi o Rei de Portugal e Algarves de 1438 até à sua morte em 1481. Era o filho mais velho do rei Duarte I e sua esposa Leonor de Aragão. Afonso ascendeu ao trono com apenas seis anos de idade, com uma regência sendo estabelecida e inicialmente liderada pela sua mãe, porém pouco depois foi passada para o tio Pedro, Duque de Coimbra. Este procurou concentrar o poder no rei em detrimento da aristocracia e concluiu uma revisão na legislação conhecida como Ordenações Afonsinas.
Segundo o cronista Rui de Pina tratava-se de um rei bastante culto que escreveu sobre astrologia, matemática, alquimia, cavalaria e também era músico, deixando ainda uma obra bastante importante para a época.
Em 1448, D. Afonso V assumiu o governo, anulando os editais aprovados durante a regência. Com o apoio do tio homónimo D. Afonso I, Duque de Bragança declarou D. Pedro inimigo do reino, derrotando-o na Batalha de Alfarrobeira. Concentrou-se então na expansão no norte de África, onde conquistou Alcácer Ceguer, Anafé, Arzila, Tânger. Concedeu o monopólio do comércio na Guiné a Fernão Gomes da Mina, com a condição de este explorar a costa, o que o levaria em 1471 à Mina, onde descobriu um florescente comércio de ouro, cujos lucros auxiliaram o rei na conquista.
Em 1475, na sequência de uma crise dinástica, D. Afonso V casou com a sobrinha D. Joana de Trastâmara assumindo pretensões ao trono de Castela, que invadiu. Após não obter uma clara vitória na Batalha de Toro, D. Afonso abdicou da coroa para o filho, D. João II de Portugal, morrendo em 1481.
Segundo alguns historiadores de arte é uma das personagens representadas num dos "Painéis de São Vicente de Fora" e para esses está naquele que é chamado de "Painel do Infante".

## Vida

### Início de vida
D. Afonso V de Portugal era filho do rei D. Duarte I de Portugal e de sua mulher, a princesa D. Leonor de Aragão. Nasceu a 15 de janeiro de 1432, em Sintra. D. Afonso V sucedeu ao pai em 1438, com apenas seis anos. Durante a menoridade, Portugal foi regido pela sua mãe, D. Leonor de Aragão, de acordo com o desejo expresso em testamento pelo rei Duarte de Portugal. No entanto, por ser mulher e estrangeira, D. Leonor de Aragão não era uma escolha popular e a oposição cresceu. O único aliado da rainha mãe era D. Afonso, irmão ilegítimo de D. Duarte e Conde de Barcelos.
Em 1439, as Cortes decidem retirar a regência a Leonor e entregá-la a D. Pedro, Duque de Coimbra, o tio mais velho de D. Afonso. Como regente, D. Pedro procurou limitar o desenvolvimento de grandes casas aristocráticas e concentrar o poder na pessoa do rei. Por sua ordem, cerca de 1448, foram revistas e concluídas as chamadas Ordenações Afonsinas (embora incluam leis de 1454), a primeira compilação oficial de leis do século XV, resultado de um pedido das Cortes a D. João I para a organização de uma coletânea em que se coordenasse e atualizasse o direito vigente, para a boa fé e fácil administração na justiça.
O país prosperou sob a sua alçada, mas o ambiente político não era o mais saudável uma vez que D. Pedro interferia com a ambição dos nobres. D. Afonso, Conde de Barcelos, inimigo pessoal de D. Pedro, apesar de serem meios-irmãos, tornou-se no tio favorito de D. Afonso V e começou a conspirar pelo poder. Em 1442, D. Afonso V nomeia este tio como primeiro Duque de Bragança. Com este título e terras adjacentes, D. Afonso I, Duque de Bragança torna-se no homem mais poderoso de Portugal e num dos mais ricos da Europa. Para assegurar a sua influência junto de D. Afonso V, D. Pedro organiza o casamento do jovem rei com a sua filha D. Isabel.

### Reinado

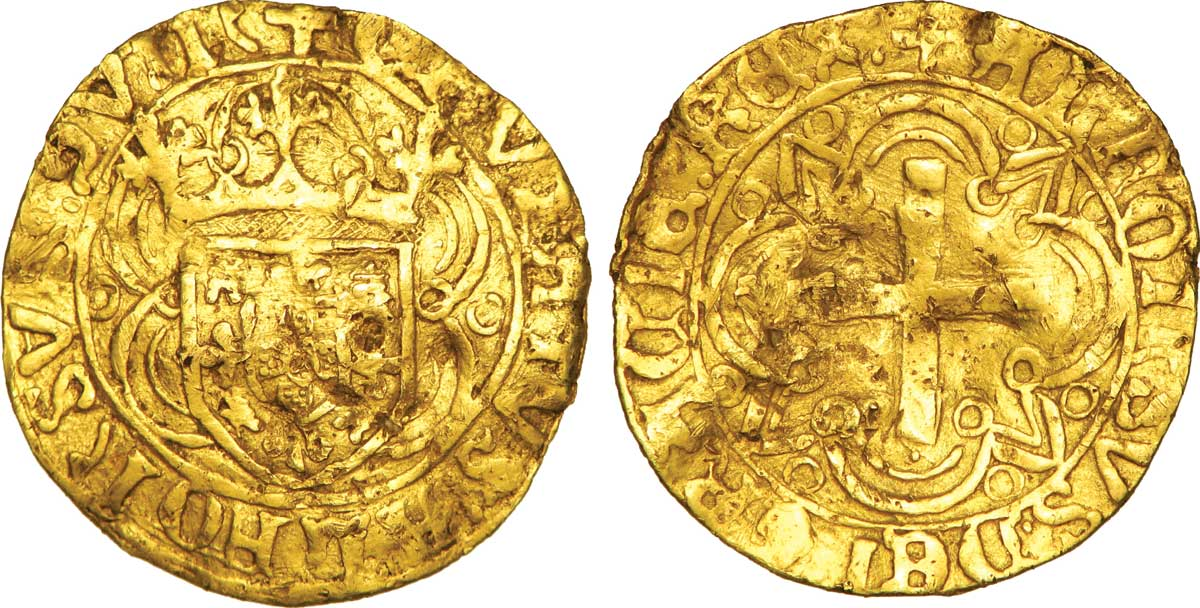
Afonso V de Portugal

A 9 de junho de 1448, D. Afonso V atinge a maioridade e assume o governo do Reino. A 15 de setembro do mesmo ano, desejoso de mostrar independência política, anula todos os editais aprovados durante a regência. A situação torna-se instável e, no ano seguinte, levado por informações que mais tarde viriam a provar-se falsas, D. Afonso declara o tio e sogro, D. Pedro, rebelde e inimigo do Reino. Juntamente com D. Afonso de Bragança, derrota o Duque de Coimbra na batalha de Alfarrobeira, onde este é morto em combate. Depois desta batalha e da perda deste notável príncipe da Ínclita geração, D. Afonso V passa a ser muito influenciado pelo Duque de Bragança.
Na sequência daquela batalha é publicada uma carta de castigo (outubro de 1449) que retira as honras e mercês, anteriormente atribuídas pelo rei, e que dá instruções para confiscar os bens de todos aqueles que estiveram ao lado do infante D. Pedro. Contudo, decorrido pouco mais de um ano (julho de 1450) após aquele trágico confronto, D. Afonso V começa a conceder pontualmente cartas de perdão aos partidários do seu tio, cujo número aumenta após o nascimento da sua filha D. Joana. Em julho de 1455, agora no seguimento do nascimento do futuro D. João II, é publicado o perdão geral para todos aqueles que ainda não tinham sido absolvidos e que tinham apoiado o ex-regente.

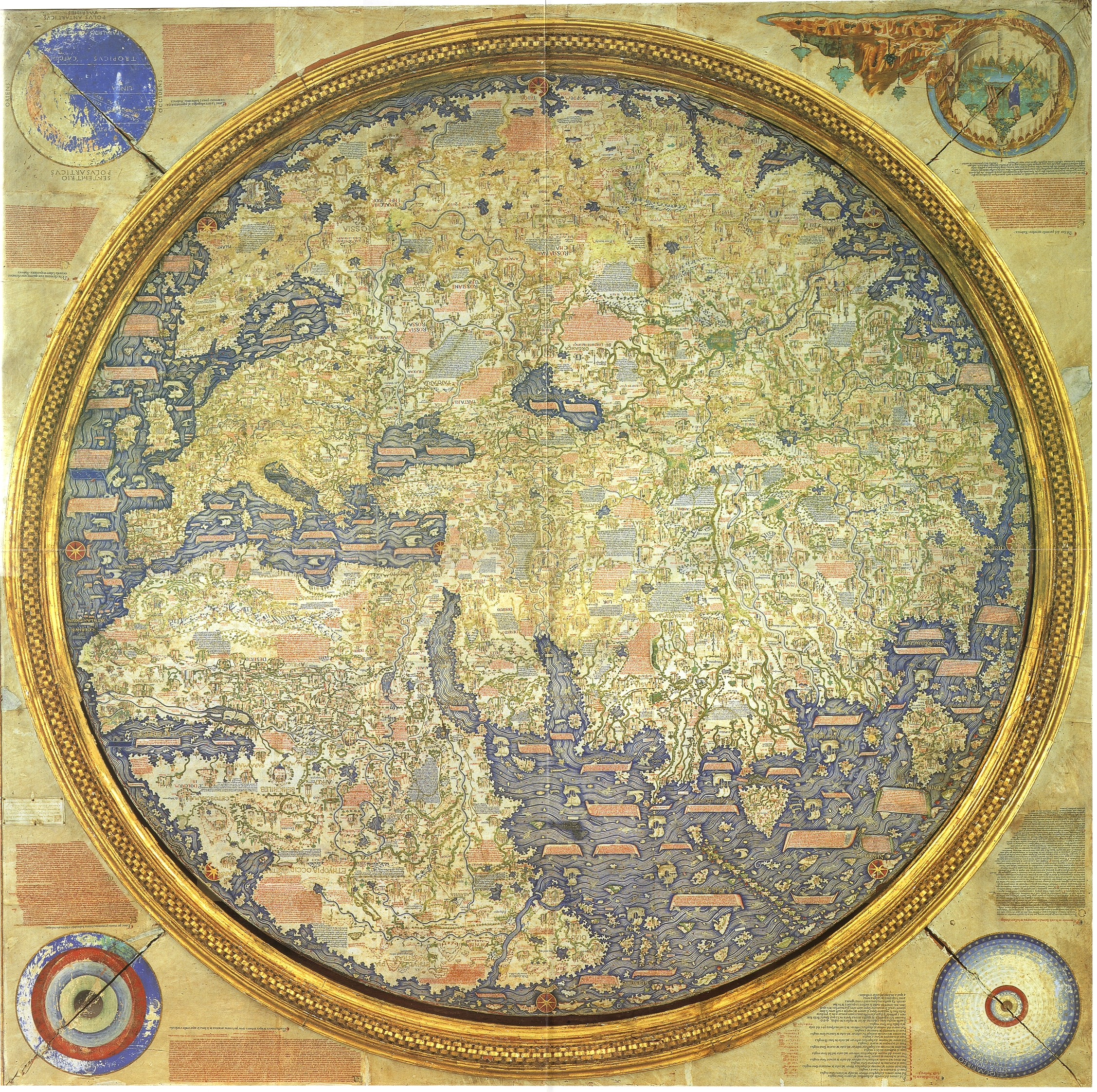
O mapa-múndi de Fra Mauro realizado sob encomenda de D. Afonso V em 1457, reunia o conhecimento geográfico da época. Concluído a 24 de abril de 1459, foi enviado para Portugal com uma carta dirigida ao Infante D. Henrique, tio de Afonso V, encorajando a continuar o financiamento de viagens de exploração. Cópia de Andrea Bianco na Biblioteca Marciana - Veneza.

Finda a instabilidade interna, a atenção de D. Afonso V concentrou-se na expansão no Norte de África, iniciada por seu avô D. João I em 1415 com a conquista de Ceuta. Em 1442, os portugueses contornaram o Cabo Branco. Em 1443, Nuno Tristão explorou o Golfo de Arguim. Por volta de 1445, instalaram uma feitoria na ilha, onde havia água doce e peixes em abundância no golfo. Em 1453, dá-se a queda de Constantinopla e o papa Calisto III, em 1456, apela a uma cruzada, a que D. Afonso V responde preparando um grande exército. Mas, frustrada esta missão, D. Afonso V retoma a campanha no Norte de África. O exército real conquistou, nas campanhas que valeram a D. Afonso o cognome de o Africano, Alcácer Ceguer (1458), Anafé (1464) e Arzila (1471); com a tomada desta praça caíram também nas mãos dos Portugueses as praças de Tânger. O rei subsidiou ainda as explorações do oceano Atlântico, concedendo o comércio na Guiné a Fernão Gomes da Mina, com a condição de descobrir todos os anos 100 léguas de costa, o que o levaria até à costa de São Jorge da Mina. Organizadas pelo seu tio, o Infante D. Henrique, estas viagens não tiveram continuidade depois da morte deste em 1460. Do ponto de vista administrativo, D. Afonso foi um rei ausente, pouco preocupado com o desenvolvimento do comércio e a administração do Reino.
Com as campanhas africanas terminadas, D. Afonso V encontrou novas batalhas, desta vez políticas, na Península Ibérica e na vizinha Castela, onde um escândalo de consequências dinásticas acabava de começar. O rei Henrique IV de Castela morreu em 1474, tendo como única herdeira D. Joana. Mas a paternidade da princesa era contestada com base na suposta homossexualidade do rei e na relação da rainha, D. Joana de Trastâmara, irmã de D. Afonso, com um nobre chamado Beltrán de La Cueva. A nobreza e o clero estavam divididos, e uma parte apoiou a irmã de D. Henrique e tia de D. Joana, coroada como rainha Isabel I. É neste ponto que D. Afonso V interfere, casando, em 1475, com a sobrinha e assumindo as suas pretensões ao trono. D. Afonso V declara-se rei de Castela e invade o país vizinho. A campanha resulta em fracasso, quando D. Afonso abandona o campo da Batalha de Toro, onde as tropas de Castela foram lideradas pelo rei Fernando II de Aragão, recentemente casado com Isabel. D. Afonso procurou ainda o apoio de Luís XI de França, mas ao ver-se traído pensou ir em peregrinação em 1477, renunciando ao trono.
No desenvolvimento da Guerra da Beltraneja assinou com os Reis Católicos o Tratado das Alcáçovas-Toledo, inicialmente na vila portuguesa de Alcáçovas, no Alentejo, a 4 de setembro de 1479, colocando fim à Guerra de Sucessão de Castela (1479-1480) e posteriormente ratificado na cidade castelhana de Toledo, a 6 de março de 1480. Além de formalizar o fim das hostilidades (pelo qual Joana e seu tio e marido Afonso V de Portugal, desistiam para sempre das suas pretensões ao trono de Castela), o Tratado continha cláusulas concernentes à política de projeção externa de ambos os países, num momento em que os dois reinos competiam pelo domínio do oceano Atlântico e das terras até então descobertas na costa africana: Portugal obtinha o reconhecimento do seu domínio sobre a ilha da Madeira, o arquipélago dos Açores, o de cabo Verde e a costa da Guiné, enquanto que Castela recebia as ilhas Canárias (exploradas por Diego Garcia de Herrera em 1476), renunciando a navegar ao Sul do cabo Bojador, ou seja, do Paralelo 27 no qual se encontravam as próprias ilhas. Regulamentava também as áreas de influência e de expansão de ambas as coroas pelo Reino Oatácida de Fez, no Norte de África.
Desiludido, D. Afonso retira-se para o convento de Varatojo em Torres Vedras e abdica para o filho D. João, futuro D. João II de Portugal. Em 1481, fugindo da peste que assolava Lisboa, morreu no Palácio Nacional de Sintra (então chamados "Paços Reais" de Sintra) exactamente no mesmo quarto que nasceu. A descrição da sua morte é a de que pediu e lhe deram, um copo de água, morrendo de seguida.
Jaz no Mosteiro de Santa Maria da Vitória, na Batalha.
Foram impressas uma série de notas de 20$00, 50$00, 100$00 e 500$00 de São Tomé e Príncipe e uma nota de 1.000$00 de Moçambique com a sua imagem.

## Títulos, estilos e honrarias

### Títulos e estilos
- 15 de janeiro de 1432 – 9 de setembro de 1438: "Sua Alteza, o Príncipe Herdeiro de Portugal
- 9 de setembro de 1438 – 10 de novembro de 1477: "Sua Alteza Real, o Rei"
- 10 de novembro de 1477 – 16 de novembro de 1477: "Sua Alteza, o príncipe D. Afonso"
- 16 de novembro de 1477 – 28 de agosto de 1481: "Sua Alteza Real, o Rei"

Aquando da sua coroação, o estilo oficial de Afonso enquanto Rei de Portugal era: "Pela Graça de Deus, Afonso V, Rei de Portugal e do Algarve, e Senhor de Ceuta". Após a conquista de Alcácer-Ceguer, em 1458, passou a ser: "Pela Graça de Deus, Afonso V, Rei de Portugal e do Algarve, e Senhor de Ceuta e de Alcácer em África. Em 1471, com a conquista de Arzila e Tânger e elevação do senhorio do Norte de África à condição de Reino d'Além-Mar, a titulatura passou a: "Pela Graça de Deus, Afonso V, Rei de Portugal e dos Algarves, d'Aquém e d'Além-Mar em África". Durante a pretensão de D. Afonso V à Coroa de Castela entre 1475 e 1479, pelo seu casamento com Joana, ele usou: "Pela Graça de Deus, Afonso V, Rei de Castela, de Leão, de Portugal, de Toledo, de Galiza, de Sevilha, de Córdova, de Jáen, de Múrcia, dos Algarves d'Aquém e d'Além Mar em África, de Gibraltar, de Algeciras, e Senhor da Biscaia e de Molina".

### Honrarias
Enquanto monarca de Portugal, D. Afonso V foi Grão-Mestre das seguintes Ordens:
- Ordem dos Cavaleiros de Nosso Senhor Jesus Cristo (incorporada na Coroa em 1472)
- Antiga e Muito Nobre Ordem da Torre e Espada (fundada em 1459)

## Descendência

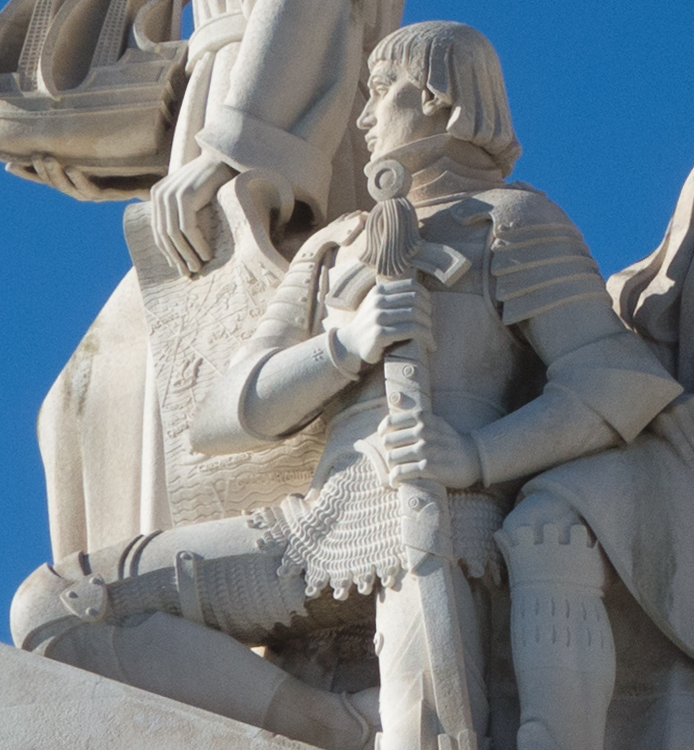
Efígie de Afonso V de Portugal no Padrão dos Descobrimentos, em Lisboa, Portugal.

- Com sua primeira mulher, Isabel de Coimbra (1432-1455), teve a seguinte descendência:
  - João, Príncipe de Portugal (1451), jurado herdeiro da Coroa, mas falecido pouco depois da nascença;
  - Santa Joana, Princesa de Portugal (1452-1490);
  - João II, Rei de Portugal (1455-1495).
- De sua segunda mulher, Joana, a Excelente Senhora, princesa de Castela (1462-1530), não deixou descendência.